# 토코요국
토코요국(일본어: 常世の国 토코요노 쿠니[*]→상세[영원한 세상]의 나라)은 고대 일본에서 신앙된, 바다 너머 저 편에 있다고 여겨진 별세계다. 『고사기』, 『일본서기』, 『만엽집』, 『풍토기』 등의 기술에서 나타난다.
일종의 이상향으로 관상(観想)되며, 불로불사나 회춘 등과 결부되는 일본 신화의 별세계관을 표상하는 대표적인 개념이다. 류큐 신화의 니라이카나이도 “바다 너머의 이상향”으로서 같은 관념으로 통한다.

## 토코요국의 방문자들
스쿠나비코나노 카미, 미케이리노노 미코토, 타지마모리, 우라시마코가 토코요국으로 건너갔다는 기사가 있다.
오오쿠니누시(대국주)가 나라 만든 이야기에서, 스쿠나비코나 묘진이 오오쿠니누시와 함께 국토를 만들고 나서 돌아간 땅이 토코요국이라고 한다. 『고사기』 상권에 보면 이 나라(일본열도)를 만들어 굳힌 뒤 스쿠나비코나 묘진은 토코요국으로 건너갔다고 한다. 『일본서기』 신대권에는 오오쿠니누시와 스쿠나비코나가 힘을 합쳐 나라 만들기의 업을 마친 후, 스쿠나비코나 묘진은 기이반도 남단의 쿠마노곶으로 가서 거기서 “토코요향(常世郷)”으로 건너갔는데, 이 때 “아와시마”(淡嶋, 오늘날의 돗토리현 요나고시)에 가서 좁쌀 줄기를 튕겨서 그 탄성으로 토코요향으로 날아갔다고 한다. 이 이야기는 『호키국 풍토기』에도 실려 있으며, 호키국의 아와시마(粟嶋, 좁쌀섬)이라는 지명의 유래담이 되었다.
미케이리노노 미코토는 우가야후키아에즈노 미코토의 아들로, 진무 천황의 형이 된다. 『고사기』 본문에는 아무런 활약상이 없고, 상권 말미에 우가야후키아에즈노 미코토의 아이들을 나열한 목록에서 미케이리노노 미코토는 물마루를 밟고넘어 토코요국으로 건너갔다고 한다. 『일본서기』에서는 미케이리노노 미코토가 진무 천황의 동정에 종군하여 군선을 이끌고 쿠마노곶에 이르렀을 때 폭풍을 만나자, 자신의 어머니와 이모가 모두 바다의 신인데, 어째서 바다가 파도를 일으켜 물에 빠뜨리는 것이냐고 한탄하고, 파도의 물마루를 밟고 토코요향으로 갔다고 한다.
『고사기』에는 스이닌 천황이 타지마모리에게 향기의 나무의 열매(香の木の実, 토키지쿠노 카쿠노 코노미)를 구해오라 했고, 『일본서기』에서는 스이닌 천황이 타지마모리를 토코요국에 보내서 “비시향과(非時香菓)”를 구해오게 했는데, 그 사이 천황은 붕어했다는 기술이 있다. “비시”란 때를 정하지 않는다는 뜻으로 “언제나 향기로운 나무열매”라는 뜻으로 해석되며, “오늘날 말하는 귤이다”라고 한다. 상록수인 귤은 금방 꽃이 져 버리는 벚꽃과 대조적으로 영속성의 상징으로 여겨졌다. “비시향과”로서의 귤 열매는 일본신화의 황금사과에 해당하는 것이라 할 수 있다.
『만엽집』 제9권 1740에 실린, 타카하시노 무시마로가 우라시마코를 읊은 노래를 보면, 우라시마코가 고기잡이를 나갔다가 7일간 돌아가지 않고 노를 저었더니 토코요에 이르러서 해룡신 와타츠미노 카미의 궁궐에서 신의 딸과 살았다고 한다. 신의 궁에서는 늙지도 죽지도 않았는데, 우라시마코는 귀향해 보니 자신이 살던 집이 없어진 것을 알고, 열어서는 안 될 옥그릇을 열어 버렸다. 이 노래에서 토코요국은 해신이 지배하는 별세계이며, 외계와는 시간의 흐름이 다르다는 관념이 있다. 『일본서기』 유랴쿠 22년조, 『단고국 풍토기』에도 비슷한 이야기가 있는데, 이쪽에서는 “바닷속의 봉래산”에 갔다고 한다.

## 사후세계설 vs 별세계설
토코요국에 이르기 위해서는 바다의 파도를 넘어가야 하며, 해신 와타츠미의 신궁이 토코요국에 있다는 것으로 보아 고대의 관념에서 토코요국과 해원(海原)은 불가분 결부되어 있음이 분명하다. 『만엽집』의 노래 가운데 “토코요는 물결 겹쳐 닿는 나라(常世之浪重浪歸國)”라는 상용구가 있다. 해안에 밀려오는 파도는 토코요국으로 이어지는, 땅과 바다가 이어지는 세계라는 말이다.
그런데 토코요국은 단순히 “바다 저편의 세계”에 그치지 않고, “사후세계”, “신선경”, 영원한 생명의 열매가 있어서 그것을 가져오는 곳, “곡령(穀霊)의 고향” 등 여러가지 신앙이 「중층적」으로 나타난다.
“토요코국(상세의 나라) = 죽음의 나라”라는 관념은, 진무동정에서 진무의 형 미케이리노노 미코토가 토요코국으로 건너간 이야기에서부터 읽힌다. 이 이야기는 야마토 타케루의 동벌에서 타케루의 아내 오토타치바나히메가 폭풍을 진정시키기 위해 바다에 몸을 던졌다는 일화와 매우 흡사하다. 그렇다면 미케이리노노 미코토는 산제물로서 바다에 몸을 내던졌던 것이며, “상세의 나라 = 사후세계”가 직접적으로 암시되는 것이다.
또한 토코요국은 신들이 사는 신선경으로서도 신앙되었다. 『만엽집』에 실린 우라시마 이야기에서 와타츠미노 카미의 신궁은 말 그대로 신의 거처다. 『일본서기』 스이닌기에서도 타지마모리가 천황이 죽고 1년 뒤에야 비시향과를 갖고 돌아와서, 토코요국은 신선이 숨어 사는 나라이기에 왕복 10년이 걸리고 말았으며, 영영 귀환을 못 할 줄 알았는데 미카도(임금)의 신령 덕분에 간신히 돌아온 것이라고 한탄한다.
그 밖에, 토코요국에 건너간 신화적 존재들이 모두 크든 작든 곡물신・풍양신의 속성을 가지고 있는 바, 토코요국은 퐁요・곡물을 가져오는 “곡령의 고향”으로서의 신앙도 고찰된다. 

## 토코요노 카미
전술한 바와 같이, 귤은 토코요국에 열리는 “비시향과”와 같은 것으로 여겨졌다. 『일본서기』 고교쿠기에 보면, 귤에 꼬이는 벌레를 토코요노 카미(常世神, 상세신)으로 모시는 신흥종교가 후지강 유역에서 일어나서 수도에까지 확산되었다는 내용이 있다. 이 신을 모시면 부유해지고 장수한다고 믿어졌다. 그러나 백성들을 현혹한다고 하타노 카와카츠가 토벌하여 토코요노 카미 신앙은 종식되었다.

## 같이 보기
- 결계

## 참고 자료
- 神道辞典 安津素彦、梅田義彦 編集兼監修（堀書店）